# Ларгс
Ларгс (англ. Largs) — город на западном побережье Шотландии в округе Норт-Эршир, примерно в 53 км от Глазго. Популярный морской курорт.
Оригинальное название города — гэльск. Na Leargaidh Ghallda — означает «склоны» (англ. the slopes).
В начале сентября проводятся ежегодные фестивали, которые преподносятся городом как традиция со времен викингов.
Этот национальный праздник имеет исторические корни, подтверждение чему присутствует в шотландском (гэльском) языке.
В 1263 году при Ларгсе произошло одно из важнейших сражений в истории ранне-средневековой Шотландии между королём Норвегии Хоконом IV и шотландскими войсками.
В 1907 году в Ларгсе умер английский физик Уильям Томсон.
Почётным гражданином города является король Норвегии Хокон VII.
Один из известных персонажей Конан-Дойля, профессор Челленджер, согласно данному автором жизнеописанию, также родился в Ларгсе.